# Isabel Güell i López
Pour les articles homonymes, voir Güell et López.
Isabel Güell i López née à Barcelone le 23 novembre 1872 et morte le 8 mai 1956 dans cette même ville, est une compositrice catalane.
Elle est l'une des grandes personnalités de la bourgeoisie catalane.

## Biographie
Elle est la fille du célèbre industriel barcelonais Eusebi Güell, mécène de l'architecte Antoni Gaudí, et la sœur aînée de l'artiste féministe Maria Lluïsa Güell, surnommée la « Peintre des Roses », également compositrice.
Elle vit durant sa jeunesse dans le Palais Güell, célèbre monument moderniste de Barcelone, situé dans le quartier gothique.
Isabel Güell épouse en 1901 Carles Sentmenat, marquis de Castelldosrius et Grand d'Espagne. Antoni Gaudí décore lui-même la maison du jeune couple, située dans le carrer Junta de Comerç de Barcelone.
Très jeune, elle se passionne pour la musique, notamment pour le piano et l'orgue. Elle intègre la chorale de l'Institut de Culture de la Femme (dite «La Bonne») de la pédagogue Francesca Bonnemaison.
Isabel Güell étudie également la musique à Paris, avec notamment le compositeur et organiste Eugène Gigout.
Elle compose plusieurs pièces classiques durant sa carrière, notamment de musique religieuse - elle crée un Stabat Mater en 1917 et un Te Deum en 1918. Elle met également en musique des œuvres du poète catalan Jacint Verdaguer.
Isabel Güell décède à Barcelone, sous la dictature franquiste, le 8 mai 1956.

## Discographie
- CD Compositores catalanes. Generació modernista. Maria Teresa Garrigosa (soprano) et Heidrun Bergander (piano). La mà de guido. Dip.leg. B-45116-2008.